# 1768 Appenzella
1768 Appenzella (1965 SA) là một tiểu hành tinh vành đai chính được phát hiện ngày 23 tháng 9 năm 1965 bởi Wild, P. ở Zimmerwald.